# Heterolocha hoengica
Heterolocha hoengica är en fjärilsart som beskrevs av Eugen Wehrli 1940. Heterolocha hoengica ingår i släktet Heterolocha och familjen mätare. Inga underarter finns listade i Catalogue of Life.